# Бангорський університет
Бангорський університет (англ. Bangor University, валл. Prifysgol Bangor) — університет, розташований у місті Бангор в уельському графстві Гвінедд. Університет займає істотну частину міста та деяких інших округів графства Рейсгам. Одною з причин популярності університету є його розташування між Сноудонією і островом Англсі.
Бангорський університет було засновано 18 жовтня 1884 під назвою «Університетський коледж Північного Уельсу». Студенти отримували вчені звання від Лондонського університету до 1893 року, коли Бангорський університет став засновником федеративного Університету Уельсу.
У 2007 році університет став самостійною установою, хоча дипломи, як і раніше, мають проходити затвердження в університеті Уельсу. 